# Жезлов, Михаил Сергеевич
Михаи́л Серге́евич Жезло́в (6 [18] января 1898, Верхне-Чирская, область Войска Донского — 11 сентября 1960, Москва) — советский хозяйственный деятель, организатор производства авиационных двигателей в СССР, генерал-майор инженерной службы (19.08.1944), Герой Социалистического Труда (16.09.1945). Один из организаторов производства двигателей М-88Б для бомбардировщиков Ил-4, АМ-38Ф и АМ-42 для штурмовиков Ил-2 и Ил-10.

## Биография
Родился 6 (18) января 1898 года в станице Верхне-Чирская (в последующем — Сталинградской области, ныне — Суровикинский район Волгоградской области) в семье рабочего-столяра речной пристани. Русский.
После смерти отца семья переехала в Харьков, где он окончил школу и ремесленное училище. Работал подручным слесаря на заводах «Гольферск саде» и «ВЭК».
В декабре 1917 года вступил в Красную Гвардию, до 1923 года воевал на Южном, Уральском и Кавказском фронтах Гражданской войны.
В 1923—1924 работал в киевском окружном суде. С 1924 года работал на фабрике «Освобожденный труд». В 1926 году стал секретарем парткома авиамоторного завода № 24. В 1930—1935 годах учился в Промакадемии. С 1935 по 1937 год работал главным механиком завода № 24. С 1937 года директор агрегатного завода № 32.
В январе 1941 года назначен директором моторного завода № 24 им. М. В. Фрунзе, начал структурную и техническую реорганизацию завода. В первые два месяца войны увеличил выпуск моторов АМ-38 в два раза. 16 октября получил приказ о эвакуации завода из Москвы в Куйбышев. 27 ноября был отправлен последний эшелон на новую площадку, с корпусами без крыш и часто без стен. 29 декабря 1941 года был испытан первый мотор собранный на новом месте.
19 августа 1944 года получил звание генерал-майора инженерно-авиационной службы.
После войны развернул активное строительство жилья, зон отдыха, различных учреждений при заводе. Стоял у истоков создания футбольных «Крыльев Советов».
В 1950 году в период борьбы с космополитизмом был снят с должности директора завода № 24. Вернулся в Москву, где работал заместителем директора завода № 134.
С 1954 по 1958 годы — директор Государственного союзного опытного завода № 51 МАП в КБ Сухого. Преподавал в Московском авиационном институте, заведовал кафедрой производства авиадвигателей.
Умер 11 сентября 1960 года, похоронен на Новодевичьем кладбище.
6 октября 1987 года на стене одного из цехов завода имени Фрунзе была установлена памятная табличка с надписью:

«В этом корпусе работал Герой Социалистического Труда Михаил Сергеевич Жезлов. Парторг завода 1926—1928 гг. Директор завода 1941—1950 гг. Под его руководством была проведена эвакуация завода из Москвы и через 2,5 месяца организован выпуск моторов для боевых самолетов-штурмовиков ИЛ-2».

## Награды
- Медаль «Серп и Молот» Героя Социалистического Труда и орден Ленина (16 сентября 1945) — за выдающиеся заслуги в деле организации производства самолетов, танков, моторов, вооружения и боеприпасов, а также за создание и освоение новых образцов боевой техники и обеспечение ими Красной Армии и Военно-Морского Флота в годы Великой Отечественной войны
- Орден Ленина (23 августа 1941) — за быстрое развертывание производства моторов
- Орден Ленина (4 ноября 1940) — за достижения в создании и освоении новых винтов, радиаторов, приборов и агрегатов для Красного Воздушного Флота
- Орден Ленина
- Орден Трудового Красного Знамени
- Медали, в том числе:
  - «За оборону Москвы»[2]
  - «За победу над Германией»[2]
  - «За боевые заслуги» (20.6.1949)[4].